# Calumma crypticum
Calumma crypticum (лат.) — вид ящериц из семейства хамелеонов.

## Распространение
Вид является эндемиком Мадагаскара. Он широко распространён на востоке острова в лесных массивах. Есть изолированная популяция на западе страны в заповеднике Амбохитантели (Ambohitantely).

## Образ жизни
Это лесной хамелеон, который встречается на высотах 1050—1850 м над уровнем моря, где он более распространён в полуоткрытых местах, связанных с тропинками, полянами и реками.